# جون كروس (لاعب دوري الرغبي)
جون كروس (بالإنجليزية: John Cross)‏ هو لاعب دوري الرغبي أسترالي، ولد في 15 مارس 1972.